# Zinalrothorn
El Zinalrothorn és una muntanya de 4.221 metres que es troba a la regió de Valais a Suïssa.